# Sernaglia della Battaglia
Sernaglia della Battaglia é uma comuna italiana da região do Vêneto, província de Treviso, com cerca de 5.799 habitantes. Estende-se por uma área de 20 km², tendo uma densidade populacional de 290 hab/km². Faz fronteira com Farra di Soligo, Giavera del Montello, Moriago della Battaglia, Nervesa della Battaglia, Pieve di Soligo, Susegana, Volpago del Montello.

## Demografia
| Variação demográfica do município entre 1861 e 2011                               |
|                                                                                   |
| Fonte: Istituto Nazionale di Statistica (ISTAT) - Elaboração gráfica da Wikipedia |